# Rudolf Povarnitsyn
Rudolf Povarnitsyn (Vótkinsk, Rusia, 13 de junio de 1962) es un atleta soviético retirado, especializado en la prueba de salto de altura en la que llegó a ser medallista de bronce olímpico en 1988 y plusmarquista mundial durante casi un mes, desde el 11 de agosto de 1985 al 4 de septiembre de 1985, con un salto de 2.40 metros.

## Carrera deportiva
En los JJ. OO. de Seúl 1988 ganó la medalla de bronce en el salto de altura, con un salto de 2.36 m, quedando en el podio tras su compatriota el soviético Hennadiy Avdyeyenko (oro con 2.38 metros) y el estadounidense Hollis Conway (plata con 2.36 metros en menos intentos).